# Paul Carbutt
Paul Anthony Carbutt (* 4. Juli 1950 in Solihull; † 1. Mai 2004 ebenda) war ein britischer Radrennfahrer und nationaler Meister im Radsport.

## Sportliche Laufbahn
Carbutt war Teilnehmer der Olympischen Sommerspiele 1976 in Montreal. Im Mannschaftszeitfahren wurde er mit Dudley Hayton, Phil Griffith und Bill Nickson auf dem 6. Rang klassiert.
In der Irland-Rundfahrt 1973 gewann er die Punktewertung sowie zwei Etappen. 1974 siegte er in der nationalen Meisterschaft über 100 Meilen, einem Einzelzeitfahren. 1975 gewann er die Zeitfahrmeisterschaften über 50 Meilen und im 12-Stunden-Rennen. 1977 beendete er das britische Milk Race als Dritter und siegte erneut in der 100-Meilen-Meisterschaft. Mit Dave Cuming, Phil Griffiths und Joe Waugh gewann die nationale Meisterschaft im Mannschaftszeitfahren. In jener Saison konnte er auch die Zeitfahrserie British Best All-Rounder (BBAR) für sich entscheiden.
1978 wurde er Berufsfahrer und gewann eine Etappe in der Tour of Scotland. 1979 verbesserte er den Rekord auf der Langstrecke von Lands’ End bis John o’ Groats. Seine neue Rekordzeit betrug 1 Tag, 23 Stunden, 23 Minuten und 1 Sekunde. 1980 gewann Carbutt das Eintagesrennen Yorkshire Classic in Harrogate. 
Er startete in den Rennen der UCI-Straßenweltmeisterschaften 1978 und 1979, schied aber in beiden Wettbewerben aus. Nach seiner Profikarriere fuhr er wieder als Amateur Radrennen.